# 西小王镇
西小王乡，是中华人民共和国山東省滨州市无棣县下辖的一个乡镇级行政单位。

## 行政区划
西小王乡下辖的村镇：
西小王村、北小王庄村、东小王庄村、曹家村、小王庄村、三座桥村、于岔河村、张岔河村、梁家村、张王庄村、陈家庄村、吴岔河村、高王庄村、王管庄村、穆王庄村、小屯河北村、小屯河南村、逍遥村、大官庄村、小官庄村、关庄子村、刘庄子村、西黄一村、西黄二村、东黄村、羊屋子村、横道村、前王家坟村、后王家坟村、陈庄子村和石桥村。